# Julio González González
Julio González González (Villorquite del Páramo, provincia de Palencia, 7 de octubre de 1908-Madrid, 22 de agosto de 1991) fue un historiador y medievalista español.

## Biografía
Desde muy joven trabajó en la Biblioteca Municipal de Salamanca. En 1934 ganó la oposición al Cuerpo Facultativo de Archiveros. Continuó en la misma ciudad, sólo que en su Archivo Histórico. Allí, además de organizar sus fondos, día a día fue haciendo fichas sobre diversos temas de investigación histórica castellana y leonesa, que después se plasmarían en varias de sus obras.
Pasó la Guerra Civil en Madrid. En 1941 ocupó plaza en el Archivo Histórico Nacional de Madrid, donde por un tiempo fue su Secretario. En esta ciudad se casó con la sevillana Concha Salazar, también archivera. 
En 1944 se trasladó a Sevilla como catedrático de Historia. Compatibilizó la docencia con su condición de archivero, ya que catalogó diversos fondos del Archivo de Indias. En esta ciudad, a partir de la lectura directa de las fuentes escritas, empezó a publicar parte de su ingente obra, básica para el desarrollo de la historiografía medieval de Castilla y León. Para la historia Andalucía su labor fue fundamental, al ser la primera persona que publicó uno de los Libros de Repartimiento; en su caso (1947), el de Sevilla. Y para la de América, es muy importante la publicación de diversos mapas y planos del Archivo de Indias.
Como relata otro gran historiador, Antonio Domínguez Ortiz, compañero suyo en la Universidad de Sevilla, nunca buscó honores y reconocimientos públicos como, por ejemplo, el de ingresar en la Real Academia de la Historia; institución a la que siempre se negó a entrar. Enemigo de las componendas y luchas internas de la Universidad española, se centró en su labor como investigador. Su trabajo callado y directo con los documentos y su posterior publicación era lo que más le satisfacía.
Tras sufrir diversas desavenencias en la Universidad de Sevilla, se trasladó a la Universidad Complutense de Madrid en el curso 1960/61. Su docencia se desarrolló en ella hasta el curso 1977/78, cuando se jubiló. Su labor como investigador continuó de forma fructífera y sólo se interrumpió un año antes de su fallecimiento. La Universidad Complutense de Madrid le rindió un homenaje en 1986 y publicó un libro titulado "Estudios dedicados al profesor Don Julio González González". Como tardío reconocimiento oficial, en 1987, se le otorgó el Premio Nacional de Historia de España por su libro sobre Fernando III.
Fue catedrático antes de jubilarse de la Universidad Complutense de Madrid.
Está considerado como uno de los mejores medievalistas contemporáneos. Tanto, que sus trabajos de investigación son consulta imprescindible para el conocimiento de lo que se ha llamado Plena Edad Media peninsular.

## Obra

### Libros
- Índices del Archivo Histórico de Protocolos de Salamanca. Madrid, 1942.
- Regesta de Fernando II. Madrid, 1943.
- El maestro Juan de Segovia y su biblioteca. Madrid, 1944.
- Alfonso IX. 2 vol. Madrid, 1944/45.
- Repartimiento de Sevilla. Madrid, 1951.
- Planos de ciudades iberoamericanas y filipinas existentes en el Archivo de Indias. 2 vol. Madrid, 1951.
- El reino de Castilla en la época de Alfonso VIII. 3 vol. Madrid, 1960.
- Catálogos de mapas y planos de Venezuela. Madrid, 1968.
- Catálogos de mapas y planos de Santo Domingo. Madrid, 1973.
- Repoblación de Castilla la Nueva. 2 vol. Madrid, 1975/76.
- Catálogo de mapas y planos de la Florida y la Luisiana. Madrid, 1979.
- Reinado y diplomas de Fernando III. 3 vol. Córdoba, 1980/83 y 86.
- Dirección de la Historia de Palencia. 2 vol. Palencia, 1984.

### Artículos más importantes
- "El retablo mayor de Sancti Spiritus de Salamanca". Archivo Español de Arqueología (1942).
- "Repoblación de Mansilla". Hispania, VII (1942). P. 279-286.
- "Fuero de Benavente de 1167". Hispania, IX (1942). P. 619-626.
- "La catedral vieja de Salamanca y el probable autor de la torre del Gallo". Archivo Español de Arqueología, 55 (1943). P. 39-50.
- "La clerecía de Salamanca durante la Edad Media". Hispania, XII (1943). P. 409-430.
- "Repoblación de la Extremadura leonesa". Hispania, XII (1943). P. 195-273.
- "Los sellos concejiles de España en la Edad Media". Hispania, XV (1945). P. 339-384.
- "Notas sobre los orígenes de la Universidad de Salamanca". Boletín de la Biblioteca Menéndez Pelayo, XXII (1946). P. 45-61.
- "Origen de la marina real de Castilla". Revista de Archivos, Bibliotecas y Museos, LIV (1948). P. 229-253.
- "Navarros y castellanos". XII Semana de Estudios Medievales, Pamplona, 1974. P. 229-253.
- "La Extremadura castellana al mediar el siglo XIII". Hispania, XXXIV, 127 (1974). P. 265-424.
- "La población de Sevilla a fines del siglo XIV". Hispania, XXXV, 128 (1975). P. 49-74.
- "Repoblación de la Mancha". VII Centenario del Infante Don Fernando de la Cerda (1275-1975). Madrid, 1976.

## Vivencias
Pasaba la mayor parte del verano en Villorquite. Se le veía en la villa, departiendo con la gente, sin sustraerse a alguna visita al archivo municipal. En su estancia en Saldaña estaban siempre pronto para deleitar con alguna conferencia, menor para él, sobre la historia de Saldaña y su tierra. Lo mismo que para enviar algún artículo periodístico. Así: "Los Primeros Condes de Saldaña" (Diario Palentino, 6 de septiembre de 1974). "Fin de la Judería saldañesa" (Diario Palentino, 7 de septiembre de 1976). "Monasterio saldañés.- Los comentarios de Beato al Apocalipsis de San Juan, pertenecieron al monasterio de Valcabadao" (Diario Palentino, septiembre de 1972). En el libro conmemorativo de las Bodas de Plata del Instituto colaboró con un interesante trabajo titulado "De la merindad al Señorío de Saldaña".
Frecuentemente aparecían en los programas de las Fiestas del Valle breves comentarios históricos suyos. Así, En 1974, "El puente de Saldaña"; En 1975, "Nuestra Señora del Valle, reivindicada por Saldaña en el siglo XVI"; También en 1975, "Despoblados saldañeses"; En 1980, "Santa María del Valle, Faro espiritual de la Comarca". 